# Fritz Kaiser (Maler)
Fritz Kaiser (* 27. September 1891 in Villingen im Schwarzwald; † 15. Mai 1974 in Freiburg im Breisgau) war ein deutscher Landschaftsmaler und Porträtist.

## Leben und Werk
Fritz Kaiser war Sohn eines Zigarrengroßhändlers und erfuhr früh eine musische und künstlerische Förderung. Nach dem Abitur am Gymnasium in Donaueschingen studierte er an der Karlsruher Kunstakademie und am dortigen Musikkonservatorium. In den Ersten Weltkrieg, wie auch später in den Zweiten, zog Kaiser als Kriegsfreiwilliger. Seit 1919 war er in Freiburg im Breisgau ansässig, von wo aus er Bildungsreisen ins europäische Ausland unternahm. 1926 zog Kaiser nach Frankfurt am Main, nach 1933 war er kulturpolitisch und künstlerisch aktiv am nationalsozialistischen Kunstbetrieb beteiligt. Er schloss sich zum 1. Mai 1933 der NSDAP an (Mitgliedsnummer 2.292.544) und trat 1936 in die gleichgeschaltete Frankfurter Künstlergesellschaft ein, deren Vorsitzender er 1939 wurde. Kaiser war 1939, 1940 und 1942 auf den Großen Deutschen Kunstausstellungen in München vertreten. Seine romantischen Heimatmotive von Landschaften, Genreszenen und Porträts fanden in dieser Zeit überregionale Anerkennung. Einige seiner Gemälde erwarben die Berliner Reichskanzlei und das Auswärtige Amt, ein weiblicher Akt von 1935 wurde auf der Weltausstellung in Paris gezeigt. 1944 erhielt Kaiser in Berlin den Professorentitel.
Auch nach dem Krieg blieb er ein gefragter Porträtmaler. 1953 beteiligte er sich in der DDR mit zwei Ölgemälde an der Dritten Deutschen Kunstausstellung in Dresden.